# الجمعية الوطنية للعيادات المجانية
الجمعية الوطنية للعيادات المجانية (NAFC) هي جمعية وطنية للعيادات الطبية المجانية غير الربحية في الولايات المتحدة ، والتي هي في حد ذاتها عيادات مجانية مجتمعية، غير هادفة للربح، مدعومة بمتطوعين لخدمة الناس الذين لا يملكون أو يملكون ضمان صحي قليل.
تقوم المنظمة الوطنية بتعزيز السياسة العامة وتعمل كقناة للتبرعات للعيادات المجانية.

## روابط خارجية
- National Association of Free Clinics